# Pompa wirowa krążeniowa
Pompa wirowa krążeniowa – rodzaj pompy wirowej, w której proces konwersji energii od mechanicznej do hydraulicznej odbywa się na drodze wymiany ilości ruchu (pędu) między cieczą pozostającą w spoczynku a poruszającą się w obszarze wirnika. Ciecz wielokrotnie przepływa przez wirniki, doznając za każdym razem impulsowego przyrostu energii, dzięki czemu osiągane są niskie wartości wyróżnika szybkobieżności nq. 
Jednostki te często mają geometrię przepływową zapewniającą samozasysanie, to znaczy zdolność rozruchu bez konieczności zalania rurociągu ssawnego. Pompy te, ze względu na możliwe do uzyskania niskie wartości podciśnienia, stosowane są jako pompy próżniowe. Należą do nich pompy krążeniowe z bocznymi kanałami pierścieniowymi, pompy peryferalne, pompy z wirującym pierścieniem wodnym (pompy o pierścieniu wodnym) i wiele innych.
Pompy samozasysające stosuje się tam, gdzie istnieje konieczność rozruchu bez wstępnego zalania, na przykład w pompach strażackich lub jako pompy rozruchowe (zalewające) w układach pompowych.